# Неправильні галактики з баром
Непра́вильні гала́ктики з баром — деформовані спіральні галактики з баром. Яскравим прикладом таких галактик є Велика Магеланова Хмара та NGC 6822. Деякі неправильні галактики з баром (як і Велика Магеланова Хмара) насправді є карликовими спіральними галактиками, які перетворилися на неправильні під дією гравітаційних припливних сил з боку їх масивніших сусідів.